# Vänsterunga

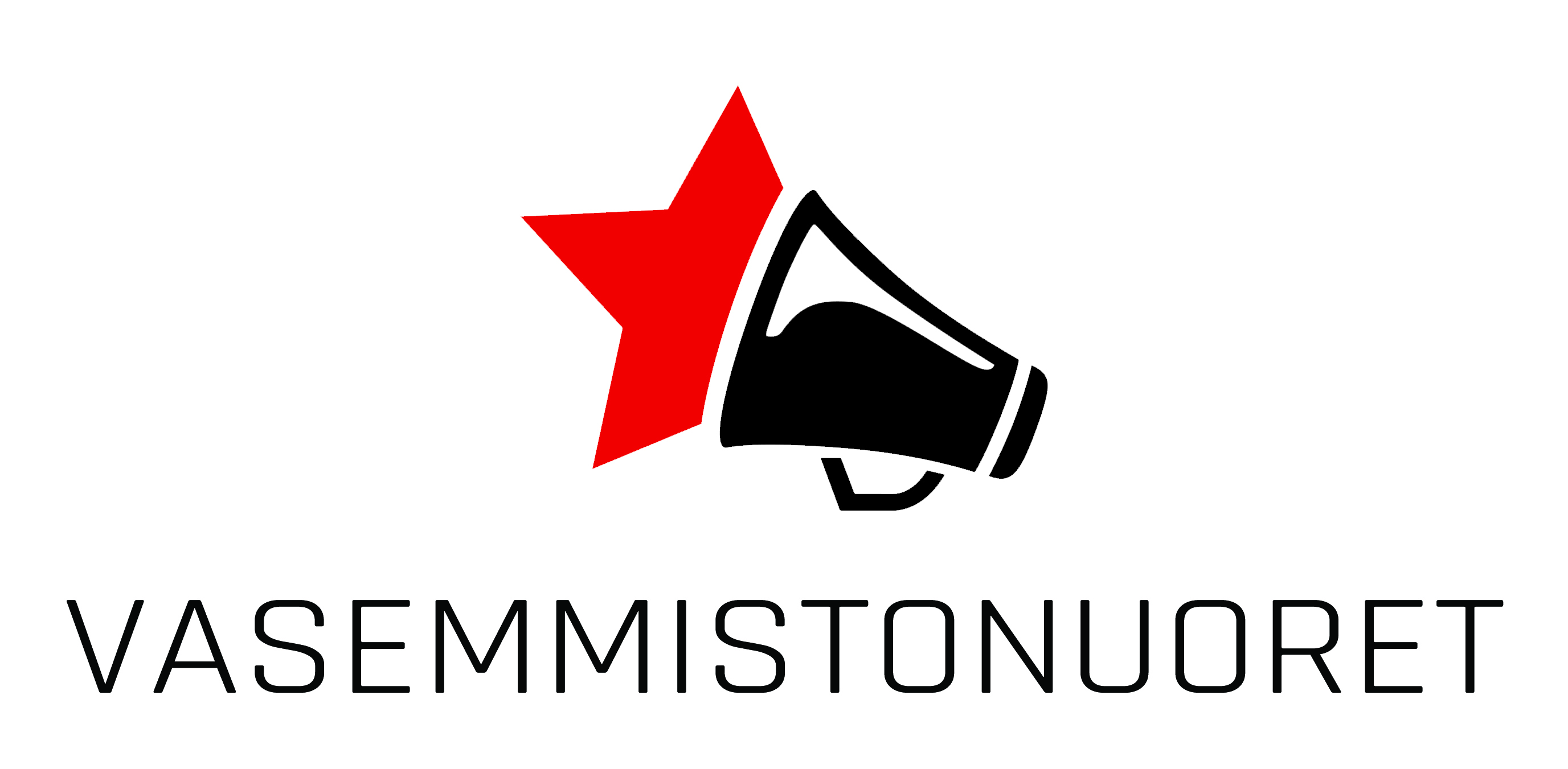
Logo

Vänsterunga (finska: Vasemmistonuoret) är det finländska Vänsterförbundets ungdomsförbund.
Förbundet grundades 1944 i Helsingfors under namnet Finlands demokratiska ungdomsförbund (finska: Suomen demokraattinen nuorisoliitto) och hade då koppling till Demokratiska förbundet för Finlands folk (DFFF). Förbundet, som 1980 hade omkring 21 000 medlemmar, antog det nuvarande namnet 1999.